# خوان خوسيه ساير
خوان خوسيه ساير (28 يونيو 1937 - 11 يونيو 2005)، هو الكاتب الأرجنتيني الأهم لجيل ما بعد خورخي لويس بورخيس، وواحداً من أهم كتاب الأدب باللغة الإسبانية في القرن العشرين، لكن يبدو أن ابتعاده عن بلاده لفترة طويلة أمضاها في فرنسا ووفاته في باريس أثرا سلباً على انتشار اسمه في الدول الناطقة بالإسبانية.
هو أفضل كاتب أرجنتيني في النصف الثاني من القرن العشرين. تظهر ثــلاث مـن روايــاته ضـمن القائمة التي وُضعت عام 2007 لأفضل 100 كتاب باللغة الإسبانية في آخر 25 سنة، كما فاز بعدة جوائز منها جائزة «نادال» عام 1987، وجائــزة «كونيكــس» عــام 2004.

## حياته
ولد خوان خوسيه ساير عام 1937م، وهو ابن لمهاجرين سوريين لبنانيين، في بلدة سيرودينو في مقاطعة سانتا في الأرجنتينية، حيث درس القانون والفلسفة في الجامعة الوطنية للساحل في عاصمة المحافطة التي تحمل الاسم نفسه، سانتا في. بعد انقلاب عام 1955 على الرئيس خوان بيرون، أصبح أستاذًا في جامعة بوينس آيرس وعميدًا للعلوم والعلم.
هاجر جداه من سوريا ليكونا من أوائل المهاجرين إلى أميركا اللاتينية، واستقرا في بلدة أرجنتينية صغيرة تدعى سيرودينو تتبع إقليم سانتا في على بعد 40 كيلومتراً عن مدينة روساريو. وقد امتلك أبوه متجر أقمشة وهناك مبادرة حالياً يقوم بها أبناء الجالية العربية في الأرجنتين تسعى إلى تحويل البيت الذي ولد فيه ساير إلى مركز ثقافي يحمل اسمه.

## من مؤلفاته المترجمة للعربية
- رواية: «المولود من ذي قبل» (عن دار «الكرمة» بالقاهرة، بترجمة شيقة للمصري محمد الفولي، حيث تُعد أول عمل يُترجم لـ خوان خوسيه ساير إلى اللغة العربية).[6]
- رواية: «الغيوم».[7]

## روابط خارجية
- السيرة الذاتية: Guardian Unlimited
- السيرة الذاتية: الأدب الأرجنتيني (الإسبانية)
- السيرة الذاتية: El Poder de la Palabra (الإسبانية)